# Idaea maxima
Idaea maxima là một loài bướm đêm trong họ Geometridae.